# An Jae-hyun
An Jae-hyun (koreanisch 안재현; * 25. Dezember 1999 in Incheon) ist ein südkoreanischer Tischtennisspieler. Er ist Rechtshänder und benutzt den Shakehand-Griff. An steht bei XIOM unter Vertrag. Auf der Vorhand spielt er mit einem chinesischen Belag, während auf seiner Rückhand ein XIOM Omega 7 Pro klebt. In der Saison 2019/20 spielte er beim TTC Neu-Ulm in der Bundesliga.

## Werdegang
An begann im Alter von 9 Jahren mit dem Tischtennissport. Nach eigenen Angaben haben seine Eltern und Großeltern ebenfalls Tischtennis gespielt. 2015 war er zum ersten Mal im Alter von 16 Jahren auf internationaler Bühne zu sehen.
Sein erstes großes Turnier waren noch im selben Jahr die Jugend-Weltmeisterschaften, bei welchen er im Einzel unter anderem Can Akkuzu schlug und letztlich das Viertelfinale erreichte. Im Doppel konnte der Koreaner zudem Bronze gewinnen, mit dem Team holte er Silber. 2016 durfte er dann an seinem ersten Herren-Turnier teilnehmen, den Korea Open, schied dort aber bereits in der Vorrunde aus, so unter anderem gegen Gustavo Tsuboi. Bei der Jugend-WM im selben Jahr erreichte An den ersten Platz, mit der Mannschaft war es erneut Silber.
Bei den Korea Open 2017 konnte er unter anderem Wang Tei-Wei im U21-Wettbewerb schlagen, die Jugend-WM verlief sehr erfolgreich für ihn, im Doppel, dem Team und im Mixed-Wettbewerb konnte er eine Medaille erringen, im Einzel musste An sich geschlagen geben. Im Jahr 2018 war er häufiger international zu sehen, so unter anderem bei den German Open, wo er sich letztlich in der Runde der letzten 32 aber Timo Boll geschlagen geben musste. 2019 durfte er mit 19 Jahren schon an der Weltmeisterschaft teilnehmen und sorgte mit dem Gewinn einer Bronzemedaille im Einzel für Furore.

## Titel und Erfolge im Überblick

### Einzel
- Bronzemedaille bei der Weltmeisterschaft 2019 in Budapest
- Viertelfinale bei den Jugend-WMs 2015, 2016 und 2017
- Halbfinale bei den German Open 2018 in der U21-Klasse

### Doppel
- Bronzemedaille bei der Jugend-WM 2015 mit Cho Seung-min
- Goldmedaille bei der Jugend-WM 2016 mit Cho Seung-min
- Silbermedaille bei der Jugend-WM 2017 mit Beak Hogyun

### Mixed
- Silbermedaille bei der Jugend-WM 2017 mit Kim Yiho

### Mannschaft
- Silbermedaille bei den Jugend-WMs 2015 und 2016
- Bronzemedaille bei der Jugend-WM 2017

## Turnierergebnisse
| Verband | Veranstaltung            | Jahr | Ort            | Land       | Einzel        | Doppel | Mixed         | Team   |
| ------- | ------------------------ | ---- | -------------- | ---------- | ------------- | ------ | ------------- | ------ |
| KOR     | Weltmeisterschaft        | 2019 | Budapest       | Ungarn     | Bronze        |        |               |        |
| KOR     | Jugend-Weltmeisterschaft | 2015 | Vendee         | Frankreich | Viertelfinale | Bronze |               | Silber |
| KOR     | Jugend-Weltmeisterschaft | 2016 | Kapstadt       | Südafrika  | Viertelfinale | Gold   | Viertelfinale | Silber |
| KOR     | Jugend-Weltmeisterschaft | 2017 | Riva del Garda | Italien    | Viertelfinale | Silber | Silber        | Bronze |